# ایستگاه میامی (میزوری)
ایستگاه میامی (به انگلیسی: Miami Station) یک منطقهٔ مسکونی در ایالات متحده آمریکا است که در شهرستان کرول، میزوری واقع شده‌است. ایستگاه میامی ۱۹۶٫۹ متر بالاتر از سطح دریا واقع شده‌است.